# Chagasova bolest
Chagasova bolest ili američka tripanosomijaza je tropska parazitarna bolest koji uzrokuje praživotinjom bičaš Trypanosoma cruzi.
Bolest je dobila naziv po brazilskom liječniku Carlosu Chagasu koji ju je prvi opisao 1909.
Chagasova bolest se javlja u Amerikama, uglavnom u siromašnim ruralnim područjima Meksika, Središnje Amerike i Južne Amerike. 

## Prijenos
Bolest se prenosi vektorima, kukcima iz porodice Reduviidae (rod Triatoma) koji sišu krv. Zajedno s krvi domaćina tripanosoma ulazi u probavni sustav kukca gdje se razvija. Praživotinja se nalazi u fecesu u kukca koji kad siše krv defecira u blizini mjesta uboda. Domaćin utrljavanjem mjesta uboda omogućuju tripanosomama da uđu u domaćina. Unutar domaćina tripanosoma ulazi u stanice gdje se dalje razvija i sazrijeva. Na kraju svog ciklusa izlazi u krvotok, gdje parazita ponovno može zajedno s krvlju posisati kukac u svoj probavni sustav. 
Bolest se može širiti i presađivanjem organa ili transfuzijom krvi, konzumiranjem zaraženih prehrambenih namirnica ili s majke na fetus.

## Simptomi
Kod ljudi bolest se manifestira u dvije faze. Akutna faza (nastupa ubrzo nakon zaraze, traje nekoliko tjedana ili mjeseci) i kronična faza čiji se simptomi mogu pojaviti godinama nakon zaraze.
Simptomi akutne faze najčešće su blagi ili nisu uopće izraženi, tako da ova faza obično prolazi neprepoznata. Simptomi su obično nespecifični, a mogu se javiti: vrućica, umor, glavobolja, osip, gubitak apetita, proljev, povraćanje. U fizikalnom pregledu može se naći hepatomegalija i splenomegalija, povećanje limfnih čvorova, oteklina na mjestu ulaska parazita. Ako dođe do javljanja simptoma, oni obično spontano nestanu u 3-8 tjedna kod 90% zaraženih, ali infekcija - ako se ne liječi - može i dalje postojati. Rijetko se u akutnoj fazi mogu javiti miokarditis ili meningoencefalitis (npr. kod dojenčadi).   
U otprilike 10% slučajeva simtpomi se ne izgube potpuno i bolest prijeđe u takozvanu kroničnu latentnu ili nedeterminiranu asimptomatsku fazu.
Nekoliko godina ili čak desetljeća nakon inicijalne infekcije oko 30% zaraženih (prema procjenama) ima zdravstvene tegobe vezane uz bolest. U simptomatskoj kroničnoj fazi bolest zahvaća živčani sustav, probavni sustav i srce, te može dovesti do nastanka kardiomiopatija, megakolona, megaezofagusa

## Dijagnoza
Dijagnoza se može postaviti otkrivnjem uzročnika u biološkom materijalu (npr. gusta kap krvi) izravnom vizualizacijom mikroskopom ili imunološkim metodama (npr ELISA).

## Liječenje
U liječenju se koriste antiparazitarni lijekovi i simptomatsko liječenje. U liječenju se koriste benznidazol i nifurtimox (nitrofuran).
|  | Molimo pročitajte upozorenje o korištenju medicinskih informacija. Ne provodite liječenje bez savjetovanja s liječnikom! |